# Kafr Chall
Kafr Chall – miejscowość w Jordanii, w muhafazie Dżarasz. W 2015 roku liczyła 6671 mieszkańców.